# Euphémie Ire de Ross
Pour les articles homonymes, voir Euphémie de Ross et Euphémie II de Ross.
Euphémie Ire de Ross  (anglais: Euphemia Ross) (morte vers 1398), fut comtesse de Ross de son propre droit entre 1372 et 1394/1398.

## Origine
Euphémie Ire est la fille ainée de William ou Uilleam III, comte de Ross. Elle est l'héritière de ses domaines constitués par le comté de Ross, la seigneurie de Skye le thanage et le château de Dingwall, la baronnie de Nairn et celle de Kingedward dans l'Aberdeenshire.

## Comtesse de Ross
Euphémie épouse en 1367 avec une dispense, sir Walter Leslie un fils de sir Andrew Leslie, qui du droit de son épouse devient comte de Ross.
Dans une charte datée de 1370 les droits à la succession du comte William III (mort en 1372) leur sont confirmés ainsi qu'à leurs héritiers en ligne masculine et féminine. Immédiatement après la mort de son premier époux à Perth le 27 février 1382, Euphémie Ire épouse en secondes noces, Alexandre Stuart bien connu sous le surnom de « Loup de Badenoch » (anglais:The Wolf of Badenoch). Alexandre Stuart ne devient pas comte de Ross en titre mais il gère le patrimoine de son épouse lorsqu'il devient 1er comte de Buchan .
Alexandre Stuart délaisse rapidement son épouse et vit maritalement avec une de ses maitresses, Maired inghen Eachann qui lui donne plusieurs enfants. Euphémie Ire obtient le divorce en 1392, en faisant valoir que son union avec le comte de Buchan avait été « la cause de guerres, pillages, meurtres, incendies criminels et de nombreux autres dommages et scandales et qu'il est probable que d'autres allaient survenir s'ils restaient unis ». Elle reprend son comté. Elle se retire vers 1394 comme Abbesse d'Elcho où elle meurt après 1398 et laisse son fief à Alexandre Leslie le fils né de sa première union. Elle est inhumée dans la cathédrale de Fortrose que Walter Leslie avait fait achever. Alexandre Stuart ne meurt qu'en 1405 sans laisser d'héritier légitime.

## Postérité
De son union avec Walter Leslie Euphémie Ire laisse deux enfants:
- Alexandre Leslie (mort en 1402) qui lui succède comme comte de Ross du droit de sa mère.
- Mariota (morte après 1436) épouse de Donald MacDonald d'Islay 3e seigneur des Îles elle obtient finalement le comté de Ross qu'elle transmet aux MacDonald des Îles.

## Sources
- (en) Cet article est partiellement ou en totalité issu de l’article de Wikipédia en anglais intitulé « Euphemia I, Countess of Ross » (voir la liste des auteurs).
- (en) John L. Roberts, Lost Kingdoms Celtic scotland and the Middle Ages, Edinburgh, Edinburgh University Press, 1997, 230 p. (ISBN 0748609105), p. 61,76,157,158,159,160,178,187,191.
- (en) R. W. Munro and Jean Munro « William of Ross, second earl of Ross (d. 1274), dans Ross family (per. c.1215–c.1415) », Oxford Dictionary of National Biography, Oxford University Press, 2004